# Angitia hermione
Angitia hermione là một loài bướm đêm trong họ Noctuidae.